# Hochjoch (berg i Österrike, Vorarlberg)
Hochjoch är ett berg i Österrike.   Det ligger i distriktet Bludenz och förbundslandet Vorarlberg, i den västra delen av landet, 500 km väster om huvudstaden Wien. Toppen på Hochjoch är 2 520 meter över havet, eller 543 meter över den omgivande terrängen. Bredden vid basen är 4,2 km.
Terrängen runt Hochjoch är huvudsakligen bergig. Närmaste större samhälle är Bludenz, 15,9 km nordväst om Hochjoch. 
I omgivningarna runt Hochjoch växer i huvudsak barrskog. Runt Hochjoch är det ganska glesbefolkat, med 47 invånare per kvadratkilometer.